# ژیمناستیک در المپیک تابستانی ۱۹۰۸
ژیمناستیک در بازی‌های المپیک تابستانی ۱۹۰۸ نام رویداد ورزش ژیمناستیک در بازی‌های المپیک تابستانی بود که در سال ۱۹۰۸ برگزار شد.

## نتایج
| بازی‌ها                   | طلا | نقره | برنز |
| انفرادی تمام اسباب مردان | البرتو براگلیا · ایتالیا | والتر تیسال · بریتانیای کبیر | لوئیس سگورا · فرانسه |
| تیمی تمام اسباب مردان    | سوئد (SWE) · گوستا اوسبرینک · کارل برتیلسون · هیالمار سدرکرونا · آندریاس سروین · رودولف دگرمارک · کارل فولکر · اسون فورشمن · اریک گرانفلت · کارل هورلمن · نیلس هلستن · گونار هویر · آروید هولمبری · کارل هولمبری · اوسوالد هولمبری · هوگو یانکه · یوهان یارلن · گوستاف ویدل · رولف یونسون · نیسل فون کانتزوف · اسون لاندبری · اوله لانر · اکسل یونی · اوسوالد موبری · کارل مارتین نوبری · اریک نوربری · تور نوبری · اکسل نورلین · دنیل نورلینی · گوستا اولسون · لئونارد پترشون · اسون روسن · گوستاف روسنکویست · اکسل سیوبلوم · بیریر سورویک · هاکون سوریک · کارل یوهان اسونسون · کارل-گوستاف وینگکویست · نیلس ویدفورس | نروژ (NOR) · آرتور آموندسن · کارل آلبرت آندرسن · اوتو اوتن · هرمن بونه · تریگوه بویسن · اسکار بای · کونراد کارلسرود · اسوره گرونر · هارالد هالوورشن · هارولد هانسن · پیتر هول · اوشین اینبرتسن · اوله ایورسن · پر ماتیاس یشپرسن · سیگور یوهانسن · نیکولای کیار · کارل کلیت · تور لارسن · رولف لفدال · هانس لم · آندرس مون · فریتیوف اولسن · کارل آلفرد پدرشن · پل پدرسن · سیگوارد سیورتسن · یون اسکراتاس · هارولد اسمدویک · آندریاس استراند · اولاف سیورتسن · توماش تورشتنسن | فنلاند (FIN) · اینو فروستروم · اوتو گرانستروم · یوهان کمپ · ایواری کیکوسکی · هیکی لهموستو · یون لیندروت · اوریو لینکو · ادوارد لینا · متی مارکانن · کاله میکولاینن · ولی نیمینن · کاله کوستا پاسیا · آروی پوهیانپا · آرنه پوهیونن · اینو رایلیو · آله ریپینن · آرنو سارینن · اینار سالستین · آرنه سالووارا · تورستن ساندلین · الیس سیپیلا · ویکتور اسمدس · کارلو سوینیو · کورت استنبرگ · واینو تیری · مگنوس وگلیوس |

## جدول مدال‌ها
| رتبه | کشور                 | طلا | نقره | برنز | مجموع |
| ۱    | ایتالیا (ITA)        | ۱   | ۰    | ۰    | ۱     |
| ۱    | سوئد (SWE)           | ۱   | ۰    | ۰    | ۱     |
| ۳    | بریتانیای کبیر (GBR) | ۰   | ۱    | ۰    | ۱     |
| ۳    | نروژ (NOR)           | ۰   | ۱    | ۰    | ۱     |
| ۵    | فنلاند (FIN)         | ۰   | ۰    | ۱    | ۱     |
| ۵    | فرانسه (FRA)         | ۰   | ۰    | ۱    | ۱     |

## کشورهای شرکت کننده
در مجموع ۳۲۷ ورزشکار از ۱۴ کشور به رقابت با یک دیگر پرداختند.
- بلژیک (۲)
- بوهم (۲)
- کانادا (۲)
- دانمارک (۲۴)
- فنلاند (۳۱)
- فرانسه (۶۰)
- آلمان (۱۱)
- بریتانیای کبیر (۶۵)
- مجارستان (۶)
- ایتالیا (۳۲)
- هلند (۲۳)
- نروژ (۳۰)
- سوئد (۳۸)
- ترکیه (۱)